# Morazán (kommun)
Morazán är en kommun i Honduras.   Den ligger i departementet Departamento de Yoro, i den västra delen av landet, 140 km norr om huvudstaden Tegucigalpa. Antalet invånare är 32 592.